# Canadian Natural Resources
Canadian Natural Resources (TSX : CNQ) est une entreprise canadienne qui extrait, transforme et commercialise le pétrole à partir des sables bitumineux de l'Athabaska.

## Histoire
En 2012, elle affiche un chiffre d'affaires de 12.5 milliards CAD.
En novembre 2015, Canadian Natural Resources vend pour 1,8 milliard de dollars canadien certaines de ses activités liées à des redevances à PrairieSky, une entreprise créée par la scission d'activités similaire de Cenovus Energy et de Cenovus Energy.
En octobre 2024, Chevron annonce la vente de ses activités en Alberta présente dans les sables bitumineux de l'Athabasca et les sables bitumineux de Duvernay à Canadian Natural Resources pour 6,5 milliards de dollars.

## Principaux actionnaires
Au 7 janvier 2020:
| Capital Research & Management                           | 7,91% |
| Capital Research & Management (Global Investors)        | 7,44% |
| Royal Bank of Canada                                    | 4,13% |
| Capital Research & Management (World Investors)         | 3,28% |
| The Vanguard Group,                                     | 2,93% |
| BMO Asset Management                                    | 2,42% |
| BlackRock Asset Management Canada                       | 2,25% |
| Capital Research & Management (International Investors) | 2,23% |
| Canada Pension Plan Investment Board                    | 2,17% |
| Beutel, Goodman & Co                                    | 2,07% |

## Responsabilité environnementale
En 2017, l'entreprise Canadian Natural Resources est identifiée par l'ONG Carbon Disclosure Project comme la sixième entreprise privée émettant le plus de gaz à effets de serre dans le monde.